# 最佳旅游乡村
最佳旅游乡村（List of Best Tourism Villages by UNWTO）由联合国世界旅游组织评选，始于2021年。

## 2021年
- Bekhovo, 俄罗斯
- Bkassine, 黎巴嫩
- Bojo, 菲律宾宿务省
- Caspalá, 阿根廷
- 卡斯特卢罗德里古（Castelo Rodrigo）, 葡萄牙瓜达区
- Cuetzalan del Progreso, 墨西哥
- Cumeada, 葡萄牙
- 格吕耶尔（法语：Gruyères），瑞士弗里堡州格吕耶尔区
- Batu Puteh, 马来西亚
- 考纳山谷（德语：Kaunertal）, 奥地利蒂罗尔州
- Le Morne, 毛里求斯
- 莱昆贝里（Lekunberri），西班牙纳瓦拉自治区
- Maní, 墨西哥
- Misfat Al Abriyeen, 阿曼
- Miyama, 日本
- Mokra Gora, 塞尔维亚
- 莫雷利亚（Morella）, 西班牙瓦伦西亚自治区卡斯特利翁省
- Mustafapaşa, 土耳其
- Nglanggeran, 印度尼西亚
- 新雪谷町（Niseko），日本北海道後志綜合振興局
- Nkotsi Village, 卢旺达
- Old Grand Port, 毛里求斯
- Olergesailie, 肯尼亚
- Ollantaytambo, 秘鲁
- Pano Lefkara, 塞浦路斯
- Pica, 智利
- Pochampally, 印度
- Puerto Williams, 智利
- 拉多夫利察（Radovljica），斯洛文尼亚拉多夫利察区
- Rijal Alma’a, 沙特阿拉伯
- Testo Alto, 巴西
- 萨斯费（德语：Saas-Fee），瑞士瓦莱州
- San Cosme y Damián, 巴拉圭
- 圣吉内西奥（意大利语：San Ginesio），意大利马尔凯大区马切拉塔省
- Sidi Kaouki, 摩洛哥
- Solčava, 斯洛文尼亚
- Soufli, 希腊
- Taraklı, 土耳其
- The Purple Island, 韩国
- Ungok Village, 韩国
- 波斯基亚沃（意大利语：Poschiavo）, 瑞士格劳宾登州
- Wonchi, 埃塞俄比亚
- 西递村，中国安徽省黄山市黟县西递镇
- 余村，中国浙江省湖州市安吉县天荒坪镇

## 2022年
- 滨湖采尔（德语：Zell am See），奥地利萨尔茨堡州滨湖采尔县
- 瓦格赖恩（德语：Wagrain），奥地利萨尔茨堡州蓬高地区圣约翰县
- 普奎頓（西班牙语：Puqueldón），智利湖大区奇洛埃省萊穆伊島
- 大寨村，中国广西壮族自治区桂林市龙胜各族自治县龙脊镇
- 荆竹村，中国重庆市武隆区仙女山街道
- Choachí, 哥伦比亚
- Aguarico, 厄瓜多尔
- Angochagua, 厄瓜多尔
- Choke Mountains Ecovillage, 埃塞俄比亚
- Mestia, 格鲁吉亚
- Kfar Kama, 以色列
- 绍里斯（意大利语：Sauris，德语：Zahre），意大利弗留利-威尼斯朱利亚大区乌迪内省
- 吉廖岛（意大利语：Isola del Giglio），意大利托斯卡纳大区格罗塞托省
- Umm Qais, 约旦
- Creel, 墨西哥
- El Fuerte, 墨西哥
- Ksar Elkhorbat, 摩洛哥
- Moulay Bouzerktoune,摩洛哥
- Lamas, 秘鲁
- Raqchi, 秘鲁
- Castelo Novo, 葡萄牙
- 平沙里（韩语：평사리，Pyeongsa-ri），韩国庆尚南道河东郡岳阳面
- Rasinari, 罗马尼亚
- AlUla Old Town, 沙特阿拉伯
- 博希尼（Bohinj），斯洛文尼亚博希尼区
- Rupit, 西班牙
- 阿尔克萨尔（Alquézar），西班牙阿拉贡自治区韦斯卡省
- 瓜达卢佩（Guadalupe），西班牙埃斯特雷马杜拉自治区卡塞雷斯省
- 穆尔滕（德语：Murten ）, 瑞士弗里堡州
- 安德马特（德语：Andermatt）, 瑞士乌里州
- 比尔吉（Birgi）, 土耳其伊兹密尔省
- Thái Hải, 越南

## 2023年
- 阿尔塞拉，约旦
- 巴兰卡斯，智利
- 美瑛町，日本北海道上川综合振兴局
- 卡莱塔托尔特尔, 智利
- 坎塔维耶哈，西班牙
- 查卡斯，秘鲁
- 查文德万塔尔，秘鲁
- 代赫舒尔，埃及
- 多尔多，印度
- 冬柏，韩国
- 杜马，黎巴嫩
- 埃里塞拉, 葡萄牙
- 菲兰迪亚，哥伦比亚
- 白马村，日本长野县
- 伊格拉斯，墨西哥
- 篁岭村[1]，中国江西省上饶市婺源县江湾镇
- 哈尔帕德卡诺瓦斯，墨西哥
- 坎多万，伊朗
- 拉卡罗莱纳州，阿根廷
- 莱菲斯村，埃塞俄比亚
- 莱里奇（意大利语：Lerici），意大利利古里亚大区拉斯佩齐亚省
- 曼泰加斯，葡萄牙
- 莫尔科特（意大利语：Morcote），瑞士提契诺州
- 毛山市，韩国
- 奥松岛，日本宫城县
- 奥米特兰德华雷斯，墨西哥
- 奥纳蒂，西班牙
- 奥尔迪诺，安道尔
- 奥亚卡奇，厄瓜多尔
- 保卡坦博，秘鲁
- 彭利普兰，印度尼西亚
- 皮斯科埃尔基, 智利
- 波苏索，秘鲁
- 圣于尔萨讷（法语：Saint-Ursanne），瑞士汝拉州波朗特伊区
- 萨蒂，哈萨克斯坦
- 施拉德明（德語：Schladming），奥地利施泰尔马克州利岑县
- 细化，韩国
- 森托布，乌兹别克斯坦
- 白河市，日本福岛县
- 锡古恩萨，西班牙
- 西里伦斯，土耳其
- 西瓦，埃及
- 斯卢尼, 克罗地亚
- 索尔特利亚, 葡萄牙
- 阿尔山麓圣安东（德语：Sankt Anton am Arlberg），奥地利蒂罗尔州兰德克县
- 新化社，越南广平省明化县
- 塔基莱，秘鲁
- 托卡伊，匈牙利
- 瓦莱尼，摩尔多瓦
- 维拉达马达莱纳, 葡萄牙
- 下姜村，中国浙江省杭州市淳安县枫树岭镇
- 萨帕托卡，哥伦比亚
- 扎尕那村，中国甘肃省甘南藏族自治州迭部县益哇镇
- 朱家湾村，中国陕西省商洛市柞水县营盘镇